# Slag bij Freiburg
De Slag bij Freiburg was een veldslag tussen het koninkrijk Frankrijk en het keurvorstendom Beieren die op 3, 5 en 9 augustus 1644 werd uitgevochten in de laatste fase van de Dertigjarige Oorlog.

## Aanloop
Na de dood van Jean-Baptiste Budes de Guébriant werd Turenne aangesteld als de nieuwe bevelhebber van het Franse leger aan de Rijn. In juni 1644 probeerde hij de rivier over te steken, maar door een te grote weerstand kon hij niet verder naar het oosten te trekken. Hierdoor was hij genoodzaakt om een aantal gevechten met de legers van Franz von Mercy en Jan van Werth aan te gaan.
Eind juni arriveerde het keizerlijke leger bij de stad Freiburg im Breisgau en startte een belegering op de stad. Nadat de muur op 27 juli deels was afgebroken gaf de verdedigende partij zich over en kon het Beierse leger de stad binnen marcheren. Turenne kon op dat moment de stad niet helpen omdat zijn leger nog te klein was, maar toen Lodewijk II van Bourbon-Condé, de hertog van Enghien, arriveerde was het Franse leger sterk genoeg om in het offensief te gaan.

## Slag
Op 3 augustus viel het Franse leger de schansen van Mercy aan die gelegen waren op de heuvel Schönberg. De aanval ging gepaard met grote verliezen en het Beierse leger hield het Franse tot het uiterste tegen. In de avond trok het Franse leger zich terug. Twee dagen later waagde de hertog van Enghien een nieuwe poging. Hij deed eerst een afleidingsaanval met vervolgens een afwijkmanoeuvre met een groot deel van het leger, maar de list mislukte. Het moreel onder de Franse troepen was laag en het Beierse leger wist de aanval af te slaan. De hertog van Enghien beval vervolgens tot een frontale aanval die werd beantwoord met kanonnenvuur, maar toen de avond viel hadden de Beieren nog steeds hun posities. Op 9 februari werd een laatste poging ondernomen door Turenne om de aanvoerlijnen van Mercy af te snijden, maar geen van de beide partijen kon een beslissend voordeel uit de strijd halen.

## Nasleep
De strijd bij Freiburg was onbeslist. De Fransen konden niet verder doorstoten naar Zwaben en verlieten daarom de streek en trokken ze richting het noorden. Het Franse leger veroverde Philippsburg begin september en later die maand ook Mainz. Toen het oorlogsseizoen afliep hadden de Fransen een sterke greep op de Rijn, maar het Beierse leger bleef vooralsnog ongeslagen.